# Mosquée Nur-Astana
La mosquée de Nur-Astana (en kazakh : Нұр-Астана мешіті) est une mosquée située à Astana au Kazakhstan. C'est la plus grande mosquée du pays et d'Asie centrale. Elle a été construite entre 2005 et 2008.
Les 40 mètres de son dôme symbolisent l'âge auquel le prophète Mahomet reçut la révélation d'Allah dans la grotte de Hira, tandis les 63 mètres de chacun des quatre minarets font référence à l'âge de sa mort.